# André Silva (labdarúgó, 1995)
André Miguel Valente Silva (Gondomar, 1995. november 6. –) portugál válogatott labdarúgó, a La Ligában szereplő Elche játékosa.

## Pályafutása

### Klubcsapatokban

#### Fiatal évei
2013. augusztus 12-én debütált a Porto B csapatában a portugál másodosztályban a Beira-Mar csapata ellen a 77. percben Tozé cseréjeként. A 2013-14-es szezonban az ifjúsági bajnokok-ligájában három mérkőzésen 3 gólt szerzett.
2017. június 12-én a Milan hivatalos oldalán jelentette be, hogy szerződtette a Porto portugál válogatott futballistáját, André Silvát.
2021. július 2-án jelentették be, hogy öt évre szerződtette az RB Leipzig csapata.
2023. augusztus 2-án a Real Sociedad kölcsönbe szerződtette a 2023–24-es idény végéig.
2025. február 3-án a szezon végéig kölcsönbe került a Werder Bremen csapatához.
2025. augusztus 18-án 1+1 éves szerződét kötött a spanyol Elche csapatával.

### A válogatottban
Részt vett a Magyarországon megrendezett 2014-es U19-es labdarúgó-Európa-bajnokságon a portugál U19-es labdarúgó-válogatott tagjaként. Az első mérkőzésen az izraeli U19-es labdarúgó-válogatott ellen 3-0-ra megnyert mérkőzésen a duplázó Marcos Lopes mellett ő is gólt szerzett a 64. percben. A második mérkőzésen a házigazda magyar U19-es labdarúgó-válogatott ellen 6-1-re nyertek, amiből 4 gólt Silva szerzett. A 45. percben Rodrigues beadta a labdát, Silva pedig az ötös elől nem hibázott. A második gólját egy védelmi hiba után az ötösről a kapuba fejelte. Raphael Guzzo passzából a 89. percben megszerezte harmadik gólját is a mérkőzésen, majd pár perccel később a negyedik gólját jegyezték fel.

## Sikerei, díjai

### Klub
- Porto B
  - LigaPro bajnok: 2015–16

- RB Leipzig
  - Német kupagyőztes: 2021–22, 2022–23

### Válogatott
- Portugália
  - UEFA Nemzetek Ligája: 2018–19[13]
  - Konföderációs kupa bronzérmes: 2017[14]

## Statisztika

### Klubcsapatokban
2018. március 18-án frissítve.
| Klub             | Szezon           | League          | League | Kupa            | Kupa  | Európa          | Európa | Összesen        | Összesen |
| Klub             | Szezon           | Pályára lépések | Gólok  | Pályára lépések | Gólok | Pályára lépések | Gólok  | Pályára lépések | Gólok    |
| ---------------- | ---------------- | --------------- | ------ | --------------- | ----- | --------------- | ------ | --------------- | -------- |
| Porto            | 2015–2016        | 9               | 1      | 5               | 2     | 0               | 0      | 14              | 3        |
| Porto            | 2016–2017        | 32              | 16     | 2               | 0     | 10              | 5      | 44              | 21       |
| Porto            | Összesen         | 41              | 17     | 7               | 2     | 10              | 5      | 58              | 24       |
| Milan            | 2017–2018        | 18              | 2      | 2               | 0     | 14              | 8      | 34              | 10       |
| Karrier Összesen | Karrier Összesen | 59              | 19     | 9               | 2     | 23              | 11     | 92              | 34       |

### A válogatottban
2022. december 2-án frissítve.
| Portugália | Portugália      | Portugália |
| Év         | Pályára lépések | Gólok      |
| ---------- | --------------- | ---------- |
| 2016       | 5               | 4          |
| 2017       | 13              | 7          |
| 2018       | 13              | 4          |
| 2019       | 3               | 0          |
| 2020       | 3               | 1          |
| 2021       | 12              | 3          |
| 2022       | 4               | 0          |
| Összesen   | 53              | 19         |

### Válogatott góljai
2017. október 10-én frissítve.
| #   | Dátum               | Helyszín                                                     | Ellenfél     | Gólja | Végeredmény | Kiírás                     |
| --- | ------------------- | ------------------------------------------------------------ | ------------ | ----- | ----------- | -------------------------- |
| 1.  | 2016. október 7.    | Estádio Municipal de Aveiro, Aveiro, Portugália              | Andorra      | 6–0   | 6–0         | 2018-as vb-selejtező       |
| 2   | 2016. október 10.   | Tórsvøllur Stadion, Tórshavn, Feröer                         | Feröer       | 1–0   | 6–0         | 2018-as vb-selejtező       |
| 3   | 2016. október 10.   | Tórsvøllur Stadion, Tórshavn, Feröer                         | Feröer       | 2–0   | 6–0         | 2018-as vb-selejtező       |
| 4   | 2016. október 10.   | Tórsvøllur Stadion, Tórshavn, Feröer                         | Feröer       | 3–0   | 6–0         | 2018-as vb-selejtező       |
| 5.  | 2017. március 25.   | Estádio da Luz, Lisszabon, Portugália                        | Magyarország | 1–0   | 3–0         | 2018-as vb-selejtező       |
| 6.  | 2017. június 3.     | Estádio António Coimbra da Mota, Estoril, Portugália         | Ciprus       | 4–0   | 4–0         | Barátságos mérkőzés        |
| 7.  | 2017. június 9.     | Skonto stadion, Riga, Lettország                             | Lettország   | 3–0   | 3–0         | 2018-as vb-selejtező       |
| 8.  | 2017. június 24.    | Kresztovszkij Stadion, Szentpétervár, Lettország             | Új-Zéland    | 3–0   | 4–0         | 2017-es konföderációs kupa |
| 9.  | 2017. szeptember 3. | Groupama Aréna, Budapest, Magyarország                       | Magyarország | 1–0   | 1–0         | 2018-as vb-selejtező       |
| 10. | 2017. október 7.    | Estadi Comunal d’Andorra la Vella, Andorra la Vella, Andorra | Andorra      | 2–0   | 2–0         | 2018-as vb-selejtező       |
| 11. | 2017. október 10.   | Estádio da Luz, Lisszabon, Portugália                        | Svájc        | 2–0   | 2–0         | 2018-as vb-selejtező       |